# فارس‌آباد
فارس‌آباد ، روستایی از توابع بخش موچش شهرستان کامیاران در استان کردستان ایران است.
روستایی با طبیعت کوهستانی و پوشش بلوطی وکوهستانی میباشد
این روستای تاریخی و گردشگری دارای جاذبه های زیادی میباشد و قدمت دوهزار ساله دارد و مقبره ی تاج الدین ( تیتاجه ) که یک مقبره ی مسلمان است در روستا قرار دارد
اولین بار که روستا بنا شد نام ان شولان بود شولان برگرفته شده از قوم شول که از رموم پارس میباشند.و بعدها توسط کدخدای روستا به فارس اباد تغییر پیدا میکند . فارس اسم پسر کدخدای قدیمی روستا میباشد و فارِس ( اسب سوار ) در نقشه ثبت و توسط مردم شناخته میشود
زبان مردم روستا هورامی میباشد که یکی از شاخه های کهن کردی است
دین مردم روستا مسلمان اهل تسنن ( شافعی ) است
این روستا بارها توسط باستان شناسان و حتی حفاران غیر قانونی برای یافتن گنج و اثار باستانی کاوش شده
روستای فارس اباد دارای اب و هوای کوهستانی است و دارای چهار فصل است در بهار سر سبز و زمستان بسیار سختی دارد
پوشش روستای باستانی حفظ نشده
و دارای پوشش نو ساز است
همچنین پوشش لباس زنان و مردان روستا لباس های کردی میباشد

## جمعیت
این روستا در دهستان گاورود قرار دارد و براساس سرشماری مرکز آمار ایران در سال ۱۳۸۵، جمعیت آن ۶۴۵ نفر (۱۴۷خانوار) بوده‌است.
طبق امار مردمی در اسفند سال ۱۳۹۹هجری شمسی جمعیت روستا بالغ بر ۱۲۰۰ ( هزار و دویست ) نفر و بیشتر از ۲۰۰ خانوار میباشد
میانیگین سنی در روستا جوان میباشد و طی سالهای اخیر به جمعیت کودک و نوجوان و جوان روستا افزوده شده است

## نگار خانه
روستای فارس اباد در فصل تابستان

## کشاورزی و محصولات
میتوان گفت تمامی اهالی روستا دارای باغ هستند و باغداری جزو مشاغل مردم روستا میباشد
- محصولات کشاورزی روستای فارس اباد را عمدتاً گردو ، و بِه تشکیل می دهد به طوری که عمده تولید میوه ی بِه کشور در این روستا وروستاهای همجوار تولید میشود
میوه های گردو ، به ، هلو ، الوچه ، انار ، زرد الو ، سیب ، انجیر ، توت فرنگی ، بلوط ، انگور ، شلیل ، گلابی و ... در باغات روستا برداشت میشود
همچنین بخاطر فراوانی اب چشمه و اب و هوایی بکر منطقه محصولات فراوانی از جمله گوجه فرنگی ، فلفل سبز ، خیار زمینی ، خیار چنبر ، پیاز ، کدو ، و سبزیجات در روستا کشت میشود